# Digiboo Verlag
Der Digiboo Verlag ist ein international tätiger Schweizer Buchverlag mit Sitz in Küsnacht.
Der Verlag wurde 2009 durch den Historiker Walther J. Fuchs gegründet.
Schwerpunkt des Verlagsprogramms bilden Publikationen zu Themen in den Bereichen Kunst, Geschichte und Biografien. Sachbücher runden das Angebot ab.
Die Werke erscheinen parallel als Print-Buch und E-Book (Single Source Cross-Media Publishing). Derselbe Buchinhalt wird in verschiedenen Formaten als E-Book und Druckwerk, je nach Qualitätsanspruch und Budget als Digitaldruck oder nach dem Offsetverfahren lokal gedruckt und mit einem Soft- oder Hardcover versehen, gleichzeitig veröffentlicht, weltweit und lokal zugleich.
Verschiedene Publikationen wurden in Zusammenarbeit mit Institutionen wie unter anderem dem Zentrum Paul Klee Bern herausgegeben (Zwitscher-Maschine. Journal on Paul Klee / Zeitschrift für internationale Klee-Studien (ISSN 2297-6809)).

## Publikationen
Zu den Künstlern und Autoren, von denen und über die bzw. über deren Werke Publikationen bei Digiboo veröffentlicht wurden, zählen unter anderem Paul Klee, Marc Chagall, Rommel Roberts, Ruth Lotmar, Jaques Ernst Sonderegger, Rudolf Altrichter, Hans Aeschbach.